# Блажова
Блажова (пол. Błażowa)  —  город  в Польше, входит в Подкарпатское воеводство,  Жешувский повят.  Имеет статус городско-сельской гмины. Занимает площадь 4,23 км². Население — 2111 человек (на 2004 год).

## Известные уроженцы
- Крыговский, Богумил  (1905—1977) — польский учёный-геолог, географ, геоморфолог, педагог, профессор (с 1957), доктор наук (1932).